# Таш-Кустьяново
Таш-Кустьяново — село в Большеглушицком районе Самарской области России в составе сельского поселения Южное.

## История
Село впервые упоминается в 1806 году в результате слияния сел Курген, Кусганбай, Кусакбай и Ташбулат.

## Население
| 2010 |
| ---- |
| 185  |

Проживают башкиры.